# Vladislav III. Varnenčik
Vladislav III. Jagellonský (31. října 1424 – 10. listopadu 1444), nejstarší syn Vladislava II. Jagella a Sofie Litevské, byl od roku 1434 polský a od roku 1440 také uherský král jako I. Ulászló, tedy Vladislav I.). Zahynul nebo se ztratil v bitvě u Varny, proto je nazýván Varnenčík – v polštině Władysław Warneńczyk, v bulharštině Vladislav Varnenčik (Владислав Варненчик), litevsky Vladislovas III.

## Život
Polským králem byl Vladislav zvolen po smrti svého otce již jako desetiletý chlapec, proto za něj fakticky vládl krakovský biskup Zbigniew Oleśnicki.
Roku 1440 byl zvolen sněmem v Uhrách za uherského krále, ale nedosáhl tu všeobecného uznání. Roku 1443 zahájil společně s Janem Hunyadym zpočátku úspěšné křížové tažení proti osmanským Turkům a dobyl Niš a Sofii. Uzavřel s Turky příměří, které však porušil na naléhání papežského legáta Giuliana Cesariniho. Další vojenské akce skončily katastrofální porážkou křižáků u Varny v roce 1444. Král pravděpodobně v bitvě padl.
Existují dohady, že byl odvlečen do otroctví a po mnoha letech se objevil na Pyrenejském poloostrově, kde se s ním při svém putování setkala i družina pana Lva z Rožmitálu, jak ve svém cestopise uvedl Václav Šašek z Bířkova. Podle jiného podání mu v bitvě usekli hlavu, kterou sultán naložil do medu a ještě roky ji ukazoval návštěvám. Tělo se ale nenašlo.
Vladislav III. nebyl ženatý, neměl proto legitimní potomky. Jeho nástupcem v Polsku se stal mladší bratr Kazimír.